# NGC 527
NGC 527 (również PGC 5128 lub PGC 5141) – galaktyka spiralna z poprzeczką (SB0-a), znajdująca się w gwiazdozbiorze Rzeźbiarza. Odkrył ją John Herschel 1 września 1834 roku.
Towarzyszy jej dużo mniejsza galaktyka PGC 5142, zwana czasem NGC 527B.